# Eremocosta fusca
Eremocosta fusca är en spindeldjursart som först beskrevs av Muma 1986.  Eremocosta fusca ingår i släktet Eremocosta och familjen Eremobatidae. Inga underarter finns listade i Catalogue of Life.